# Linia kolejowa Łyntupy – Podbrodzie
Linia kolejowa Łyntupy – Podbrodzie – rozebrana linia kolejowa na Białorusi i Litwie. Łączyła ona stację Łyntupy ze stacją Podbrodzie.
Linia na całej długości była niezelektryfikowana i jednotorowa.

## Historia
Linia powstała pomiędzy 1912 a 1917. Początkowo leżała w Imperium Rosyjskim. W latach 1920–1922 na Litwie Środkowej. Następnie znajdowała się w Polsce. Po II wojnie światowej znalazła się w Związku Sowieckim (1945–1991). Od 1991 przedzielona jest białorusko-litewską granicą państwową.
Ruch na linii był prowadzony do początku XXI w. W 2003 Litwa oficjalnie zlikwidowała ruch transgraniczny (faktycznie był zawieszony prawdopodobnie od 2001). Następnie linia została rozebrana tak po białoruskiej, jak i po litewskiej stronie granicy. Jedynym pozostałym odcinkiem jest tor o długości ok. 1 km za wyjazdem ze stacji Łyntupy.